# Ipomoea longistaminea
Ipomoea longistaminea är en vindeväxtart som beskrevs av O'donell. Ipomoea longistaminea ingår i släktet praktvindor, och familjen vindeväxter. Inga underarter finns listade i Catalogue of Life.